# Гильом I (граф Валентинуа)

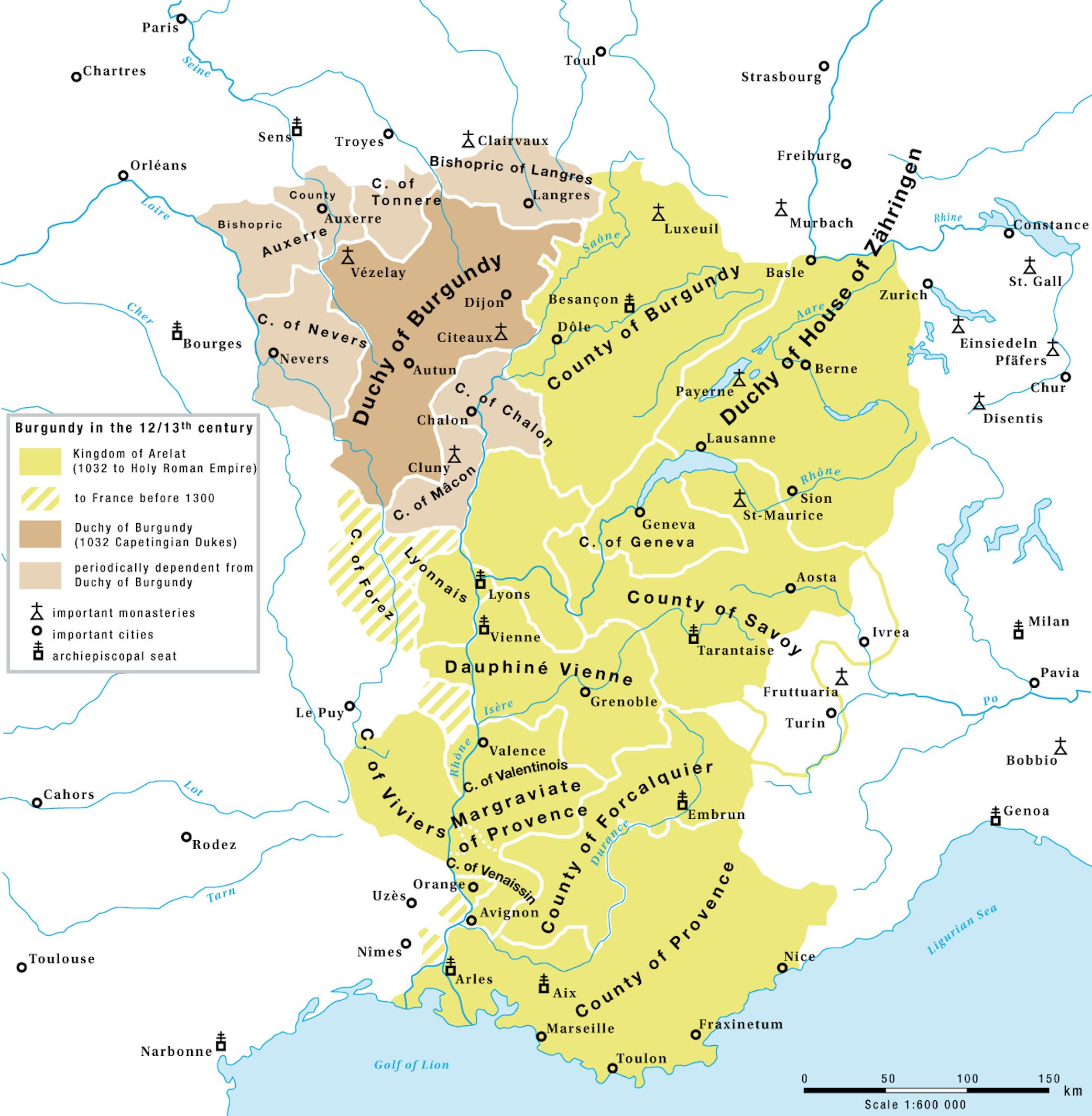
Графство Валентинуа на карте королевства Арелат

Гильом I де Пуатье (фр. Guillaume I de Poitiers; ум. 1188/1189) — граф Валентинуа с ок. 1160 года. Сын Эмара I де Пуатье и его жены Риксенды.

## Биография
Наследовал отцу ок. 1160 года.
В 1163 году получил в лен от епископа Ди замки Суза и Жигор.
В 1183 году взял под своё покровительство цистерцианское аббатство Леунисель.

## Семья
Первая жена — имя не известно, дочь Изоарда II, графа Ди. От неё дочь:
- Аликс. Согласно трубадурской песне, от несчастной любви ушла в монастырь.

Вторая жена — Беатрикс д’Альбон (ум. ок. 1174), дочь Гига IV графа д’Альбон. От неё сын:
- Аймар II, граф Валентинуа.

Третья жена — Мателина де Клерио, дочь Роже де Клерио, вдова Гильома Журдена, сеньора де Фэи.